# Kinn (Kommune)
Kinn ist eine Kommune im norwegischen Fylke Vestland. Sie entstand am 1. Januar 2020 aus dem Zusammenschluss der ehemaligen Kommunen Flora und Vågsøy. Die Ortschaft Bryggja mit den umliegenden Höfen schloss sich dabei der Nachbargemeinde Stad an.

## Geografie

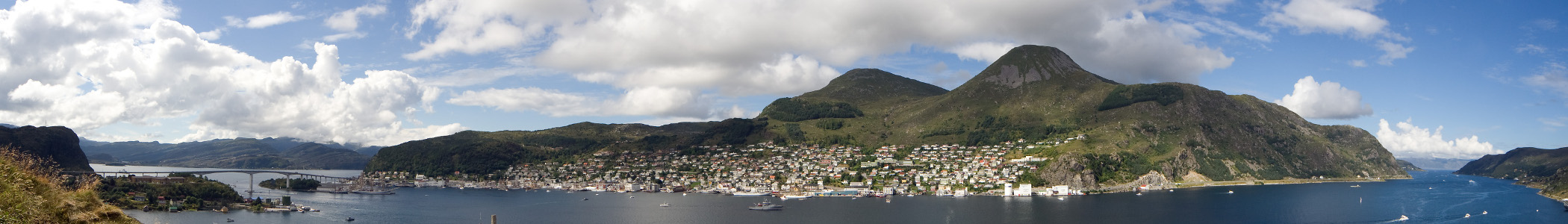
Måløy banner

Kinn Kommune liegt an der Westküste Norwegens und besteht zu großen Teilen aus Inseln. Der größere, südliche Teil der Gemeinde liegt an der Mündung des Førdefjord in der Landschaft Sunnfjord. Der nördliche Teil umfasst die Insel Vågsøy sowie einen Teil des angrenzenden Festlandes an der Mündung des Nordfjords in den Atlantik und gehört zur historischen Landschaft Nordfjord.
Im Norden und Nordwesten grenzt Kinn an Stad, im Westen an Gloppen und Sunnfjord und im Süden an Askvoll. Zwischen beiden Gemeindeteilen liegt die Gemeinde Bremanger. Die höchste Erhebung der Kommune ist der an der Grenze zwischen Kinn, Bremanger und Gloppen gelegene Gletscher Ålfotbreen mit 1385 Metern Höhe.
Bevölkerungsreichster Ort ist die Stadt Florø mit knapp 9000 Einwohnern. Auch Måløy mit zirka 3300 Einwohnern hat Stadtstatus. Andere Tettsteder sind Brandsøy, Eikefjord, Raudeberg, Holevik und Vågsvåg.

### Besonderheiten
Als einzige Kommune Festlandnorwegens besteht Kinn aus zwei Gemeindeteilen, die durch eine andere Gemeinde (Bremanger) vollständig voneinander getrennt sind. Zwischen den beiden Verwaltungszentren liegen auf dem Landweg zirka 100 Kilometer und über zwei Stunden Reisezeit. Dies brachte der Kommune auch den Beinamen „Norges rareste kommune“ (deutsch „Norwegens seltsamste Gemeinde“) ein. Die ungewöhnliche Aufteilung ist ein Ergebnis der norwegischen Kommunalreform, die am 1. Januar 2020 in Kraft trat. Während sich Vågsøy und Flora für einen Zusammenschluss aussprachen, stimmte Bremanger dagegen. Anders als in ähnlichen anderen Fällen, entschied sich das Nationalparlament Storting gegen eine Zwangsvereinigung und erkannte die neue Kommune an.
Im September 2022 stimmte das Kommunalparlament dagegen, die Kommune wieder aufzuspalten. In einer zuvor durchgeführten Volksabstimmung sprachen sich 49,14 % für die Beibehaltung der Kommune aus und 48,52 % dagegen. In der ehemaligen Gemeinde Vågsøy stimmten 59,2 % für die erneute Aufspaltung.